# Stenocentrura albomaculata
Stenocentrura albomaculata är en skalbaggsart som beskrevs av Stefan von Breuning 1948. Stenocentrura albomaculata ingår i släktet Stenocentrura och familjen långhorningar.
Artens utbredningsområde är Madagaskar. Inga underarter finns listade i Catalogue of Life.